# Галліо
Галліо, Ґалліо (італ. Gallio, вен. Gałio) — муніципалітет в Італії, у регіоні Венето, провінція Віченца.
Галліо розташоване на відстані близько 450 км на північ від Рима, 80 км на північний захід від Венеції, 38 км на північ від Віченци.
Населення — 2380 осіб (2014).

## Демографія
Населення за роками:

Станом на 1 січня 2023 року в муніципалітеті офіційно проживало 30 іноземців з 13 країн, серед них 14 громадян країн Євросоюзу та 4 громадяни України.

## Сусідні муніципалітети
- Азіаго
- Енего
- Фоца

## Персоналії
- Лючіо Топатіг — італійський хокеїст.